# Natalia Mattick
Natalia Mattick (verheiratete Natalia Soltau) (* 16. September 1971 in Frankfurt am Main) ist eine ehemalige deutsche Basketballspielerin.

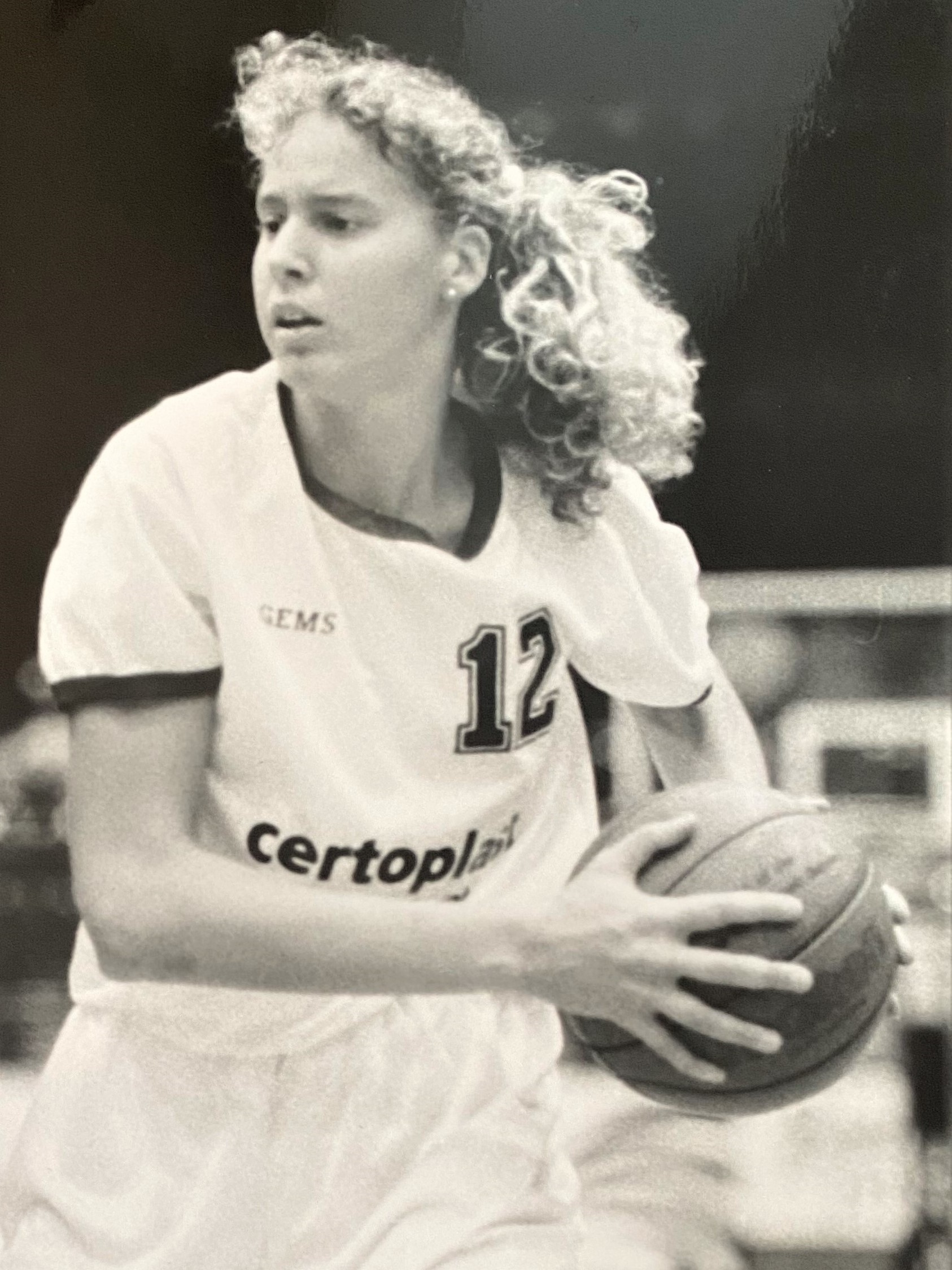
Natalia Mattick

## Laufbahn
Mattick nahm als Auswahlspielerin des Deutschen Basketball Bundes an der U16-Europameisterschaft 1987 sowie an den U18-EM-Turnieren 1988 und 1990 teil. Bei dem Turnier 1988 war sie mit 10,4 Punkten je Begegnung zweitbeste Korbschützin der bundesdeutschen Auswahl und 1990 mit 13 Punkten/Spiel beste Offensivkraft der Deutschen. Sie bestritt zwischen April 1988 und Juni 1993 13 A-Länderspiele für Deutschland, Matticks Bestwert in einem A-Länderspiel waren 16 Punkte, erzielt im Juli 1991 gegen Ungarn.
Die Innenspielerin wurde am Basketball-Teilzeitinternat in Langen gefördert, in der Saison 1990/91 spielte die 1,92 Meter messende Mattick in den Vereinigten Staaten an der Oregon State University. Sie erzielte 503 Punkte in dieser Saison und kam damit auf den höchsten Wert, den eine Spielerin an der Hochschule in ihrem ersten Jahr erreicht hatte. Matticks Mittelwerte in ihrem einzigen Spieljahr an der Oregon State University lauteten 18,0 Punkte und 8,0 Rebounds. Als Auszeichnung für ihre Leistungen wurde Mattick (wie auch Lisa Leslie) in das All-Freshman-Team der Pac-10-Conference der Saison 1990/91 berufen.
Mattick wurde mit DJK Agon 08 Düsseldorf 1990 sowie dem Barmer TV 1846 Wuppertal 1993 und 1994 deutsche Meisterin und Pokalsiegerin. Sie trat mit Wuppertal auch im Europapokal an und blieb bis 1994. 1994/95 spielte sie beim VfL Bochum in der Bundesliga. In der Saison 2000/01 gewann Mattick mit der TG Sandhausen die Meisterschaft in der Regionalliga und erreichte damit den Aufstieg in die 2. Bundesliga. Mit der TG Sandhausen gewann sie die deutsche Meisterschaft Ü35. Bei der 15. Basketball-Weltmeisterschaft der Senioren (FIMBA Maxi-WM) 2019 im finnischen Espoo gewann Soltau die Bronze- und bei der Senioren-EM im Jahr 2023 in Portugal die Silbermedaille.